# إي. رايموند لونش
إي. رايموند لونش (بالإنجليزية: E. Raymond Lynch)‏ هو سياسي أمريكي، ولد في 12 ديسمبر 1922 في فيلادلفيا في الولايات المتحدة، وتوفي في 23 أكتوبر 2013 في الولايات المتحدة. حزبياً، نشط في الحزب الجمهوري. وقد انتخب عضو مجلس نواب بنسيلفانيا.